# Yoshiko Shiotani

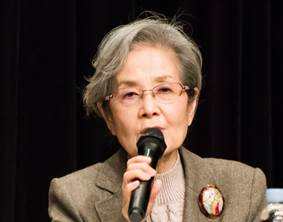
Yoshiko Shiotani, 2021

Yoshiko Shiotani (jap. 潮谷 義子, Shiotani Yoshiko; * 5. April 1939 in der Präfektur Saga) war von 2000 bis 2008 parteilose Gouverneurin der japanischen Präfektur Kumamoto. Sie war landesweit die zweite Frau im Gouverneursamt nach Fusae Ōta (Präfektur Osaka, 2000–2008).

## Leben
Shiotani studierte bis 1962 an der Nihon Shakai Jigyō Daigaku und arbeitete anschließend als Sozialbeauftragte in Saga und Ōita, ab 1972 dann in einem Kinderheim für Kleinkinder in Kumamoto. 1999 wurde sie zur Vizegouverneurin ernannt; 2000 wurde sie mit Unterstützung von LDP und Kōmeitō zur Gouverneurin gewählt, 2004 im Amt bestätigt.
Umstrittenstes Thema ihrer beiden Wahlkämpfe und ihrer ersten Jahre im Amt war ein seit 1966 geplantes Dammprojekt am Fluss Kawabe, gegen das sich Anrainer und Fischer vehement aussprachen. 2005 wurden die Pläne vorläufig auf Eis gelegt.
2008 kandidierte Shiotani nicht mehr für eine dritte Amtszeit. Ihre Nachfolge trat am 16. April 2008 Ikuo Kabashima an.